# Tipula (Yamatotipula) caucasimontana
Tipula (Yamatotipula) caucasimontana is een tweevleugelige uit de familie langpootmuggen (Tipulidae). De soort komt voor in het Palearctisch gebied.